# Distretto di Muqur (Badghis)
Il distretto di Muqur è un distretto nella provincia del Badghis, in Afghanistan. Confina a est con il distretto di Ab Kamari, a sud con il distretto di Qala-i-Naw, a sud-est con il distretto di Qadis, a nord-est con il distretto di Murghab, a nord con il Turkmenistan. Nel distretto sono presenti diverse milizie talebane che minano la pace e la sicurezza.
Il Mullah Eidi Gul, famoso insorto talebano, recentemente è entrato nel Governo afghano grazie all'appoggio degli anziani locali e alla direzione nazionale della sicurezza. Attualmente il distretto viene considerato sicuro all'interno della Provincia.